# Mexikói grizzly
A mexikói grizzly (Ursus arctos nelsoni) a barna medve egy kihalt alfaja.

## Elterjedése, élőhelye
Mexikó északi részének síkságain és fenyveseiben élt, előfordult még Arizonában és Új-Mexikóban.

## Megjelenése
A mexikói grizzly volt Mexikó legnagyobb emlősállata. Hossza 183 cm, súlya 318 kg. A mexikói grizzlymedve valamivel kisebb volt, mint a grizzly medve kanadai és egyesült államokbeli példányai. A bundája sárgásbarna.

## Életmódja
Tápláléka növények és rovarok. Evett még kisebb emlősöket és dögöt. 1-3 bocsot ellett a nőstény.

## Kihalása
1964-ben halt ki. Kihalását a vadászata okozta.